# Паркер, Лу
Фрэнсис Луиза «Лу» Паркер (англ. Frances Louise "Lu" Parker; род. 16 апреля 1968 года) — американская актриса

, журналистка, модель и фотомодель; победительница конкурса «Мисс США 1994».

## Биография
Родилась в городе Андерсон, штат Южная Каролина. Окончила College of Charleston, была членом общества Alpha Delta Pi и получила степень бакалавра гуманитарных наук на английском языке. Позже, получила степень Магистра искусств в области образования в The Citadel. После окончания, преподавала английскую литературу в North Charleston High School.
Её первая телевизионная работой была на WCSC-TV в городе Чарлстоне, штат Южная Каролина. Где она была образовательный репортёр и временно заменяла ведущего.

## Участие в конкурсах красоты
После победы в звании Мисс Южная Каролина, участвовала в национальном конкурсе красоты Мисс США 1994. Она заняла первое место в полуфинале, победив во всех трёх конкурсах. После полуфинала, она вошла в Топ 6, став второй. Выиграв титул, она стала третьей представительницей штата, которая завоевала звание Мисс США. Участвовала в международном конкурсе красоты Мисс Вселенная 1994. Где она вошла в Топ 6 финалистокfinalists и став по итогам конкурса четвёртой.
В 2016 году, стала судьёй на конкурсе Юная Мисс США 2016, проходивший в The Venetian Theatre, Лас-Вегас, штат Невада.

## Карьера
В Сан-Антонио, была нанята телеканалом KABB в качестве ведущей на выходных днях и репортёром. Стала главной ведущей в 2000 году. В феврале 2003 года, стала ведущей «Great Day SA», в развлекательном утреннем шоу Сан-Антонио с самым высоким рейтингом. В январе 2005 года, переехала в Лос-Анджелес, присоединилась к Френку Бакли, как соведущая телеканала KTLA, с программой «KTLA Prime News» по выходным дням. В 2007 году, стала соавтором программы, выходящей в будний день программы «KTLA Morning News» в 5:00 A.M и 6:00 A.M. с Шер Кэлвин. В январе 2008 года, стала основной ведущей программы KTLA Prime News. Позже, она вернулась в роли ведущей новостей по вечерним дням в выходные вместе с Линетт Ромеро. Когда Маркина Браун была нанята в качестве нового метеоролога в будний вечер.
Выступила на «Larry King Live» и E! Entertainment Television. Поддерживала Muscular Dystrophy Association (MDA).

## Личное
Встречалась с Антонио Вильярайгосом, мэром Лос-Анджелес, в марте 2009 года. Её работодатель, телеканал KTLA, по сообщениям, не знал об этом факте до мая 2009 года. Паркер сообщила о нескольких историях Виллараигосы до публичного разоблачения отношения с ним. Разошлись в мае 2012 года.
2 ноября 2016 года, была арестована в аэропорту Лос-Анджелеса (LAX) по подозрению в мелком воровстве. Предположительно, взяла наушники пассажира, оценённые в 200 американских долларов. Инцидент был зафиксирован камерами видео наблюдения и вскоре была задержан полицией.

## Защита животных
В 2010 году основала «Lu Parker project», чья миссия состоит в том, чтобы «улучшить жизнь подверженной риску молодёжи и бездомных животных посредством прямого обслуживания, образования и поддержки».